# بنیتو رامیرز
بنیتو رامیرز (انگلیسی: Benito Ramírez؛ زادهٔ ۱۱ ژوئیهٔ ۱۹۹۵) بازیکن فوتبال اهل اسپانیا است.
از باشگاه‌هایی که در آن بازی کرده‌است می‌توان به باشگاه فوتبال لاس پالماس اشاره کرد.